# قطعنامه ۷۱۲ شورای امنیت
قطعنامه  ۷۱۲ شورای امنیت سازمان ملل متحد که در تاریخ ۱۹ سپتامبر ۱۹۹۱ تصویب شد، سندی بین‌المللی دربارهٔ عراق است. این قطعنامه طی نشست ۳۰۰۸ام با ۱۳ رای موافق، ۱ مخالف و ۱ ممتنع تصویب شد.